# NARグランプリ最優秀ターフ馬
NARグランプリ最優秀ターフ馬（NARグランプリ さいゆうしゅう ターフば）は、NARグランプリの競走馬部門の1つ。該当年度中に芝で活躍した競走馬が対象となる。創設は2004年。

## 歴代受賞馬
| 年     | 受賞馬             | 性齢       | 年度成績（うち芝の成績） 重賞勝ち鞍                                               | 生産者           | 所属団体   | 調教師     | 馬主                       |
| ------ | ------------------ | ---------- | --------------------------------------------------------------------------------- | ---------------- | ---------- | ---------- | -------------------------- |
| 2004年 | コスモバルク       | 牡3        | 8戦3勝（7戦2勝） 弥生賞、セントライト記念、北海優駿、皐月賞2着、ジャパンカップ2着 | 加野牧場         | 北海道     | 田部和則   | 岡田美佐子                 |
| 2005年 | モエレジーニアス   | 牡2        | 6戦3勝（3戦2勝） 函館2歳ステークス                                                | カナイシスタッド | 北海道     | 堂山芳則   | 中村和夫                   |
| 2006年 | コスモバルク       | 牡5        | 8戦1勝（8戦1勝） シンガポール航空国際カップ                                       | 加野牧場         | 北海道     | 田部和則   | （有）ビッグレッドファーム |
| 2007年 | コスモバルク       | 牡6        | 8戦1勝（8戦1勝） シンガポール航空国際カップ2着、OROカップ                         | 加野牧場         | 北海道     | 田部和則   | （有）ビッグレッドファーム |
| 2008年 | イグゼキュティヴ   | 牡2        | 8戦3勝（5戦1勝） 京都2歳ステークス（オープン特別）                                | 沖田忠幸         | 北海道     | 田部和則   | 岡田繁幸                   |
| 2009年 | 該当馬なし         | 該当馬なし | 該当馬なし                                                                        | 該当馬なし       | 該当馬なし | 該当馬なし | 該当馬なし                 |
| 2010年 | 該当馬なし         | 該当馬なし | 該当馬なし                                                                        | 該当馬なし       | 該当馬なし | 該当馬なし | 該当馬なし                 |
| 2011年 | 該当馬なし         | 該当馬なし | 該当馬なし                                                                        | 該当馬なし       | 該当馬なし | 該当馬なし | 該当馬なし                 |
| 2012年 | 該当馬なし         | 該当馬なし | 該当馬なし                                                                        | 該当馬なし       | 該当馬なし | 該当馬なし | 該当馬なし                 |
| 2013年 | プレイアンドリアル | 牡2        | 4戦2勝（3戦1勝） ジュニアグランプリ、東京スポーツ杯2歳ステークス2着               | 森牧場           | 北海道     | 田部和則   | 岡田繁幸                   |
| 2014年 | プレイアンドリアル | 牡3        | 1戦1勝（1戦1勝） 京成杯                                                           | 森牧場           | 川崎       | 河津裕昭   | 岡田繁幸                   |
| 2015年 | 該当馬なし         | 該当馬なし | 該当馬なし                                                                        | 該当馬なし       | 該当馬なし | 該当馬なし | 該当馬なし                 |
| 2016年 | トラスト           | 牡2        | 4戦3勝（2戦1勝） 札幌2歳ステークス                                                | 中本牧場         | 川崎       | 河津裕昭   | 岡田繁幸                   |
| 2017年 | ダブルシャープ     | 牡2        | 6戦2勝（3戦1勝） クローバー賞（オープン特別）                                     | 村上雅規         | 北海道     | 米川昇     | 小林克己                   |
| 2018年 | ハッピーグリン     | 牡3        | 8戦3勝（8戦3勝） OROカップ、ジャパンカップ7着（2:22:2）                           | 社台ファーム     | 北海道     | 田中淳司   | 会田裕一                   |
| 2019年 | 該当馬なし         | 該当馬なし | 該当馬なし                                                                        | 該当馬なし       | 該当馬なし | 該当馬なし | 該当馬なし                 |
| 2020年 | 該当馬なし         | 該当馬なし | 該当馬なし                                                                        | 該当馬なし       | 該当馬なし | 該当馬なし | 該当馬なし                 |
| 2021年 | 該当馬なし         | 該当馬なし | 該当馬なし                                                                        | 該当馬なし       | 該当馬なし | 該当馬なし | 該当馬なし                 |
| 2022年 | 該当馬なし         | 該当馬なし | 該当馬なし                                                                        | 該当馬なし       | 該当馬なし | 該当馬なし | 該当馬なし                 |
| 2023年 | 該当馬なし         | 該当馬なし | 該当馬なし                                                                        | 該当馬なし       | 該当馬なし | 該当馬なし | 該当馬なし                 |
| 2024年 | 該当馬なし         | 該当馬なし | 該当馬なし                                                                        | 該当馬なし       | 該当馬なし | 該当馬なし | 該当馬なし                 |